# بوريسلاف ديميتروف
بوريسلاف ديميتروف هو لاعب كرة قدم بلغاري في مركز الهجوم، ولد في 29 سبتمبر 1979 في صوفيا في بلغاريا. لعب مع ليفسكي صوفيا.